# Bankroof Almelo 1944
Bankroof Almelo 1944 is een bankroof die door het verzet op 15 november 1944 tijdens de Tweede Wereldoorlog gepleegd is, waarbij 46,1 miljoen gulden (waarde in 2023: € 354 miljoen) werd buitgemaakt. Het ging om geld dat in opdracht van Reichskommissar Seyss-Inquart vanuit Arnhem naar Almelo was gebracht, met als doel om in Duitsland terecht te komen. Bij de bank werkte destijds een NSB'er als directeur.
Deze roof, in dertien geldkisten, geldt als de grootste bankroof in Nederland tot ver na het jaar 2000 en ging om een groter bedrag dan de grote Britse treinroof. Ex-bankemployé Derk Smoes, leider van de Knokploeg in Almelo, was initiatiefnemer van deze overval. Andere leden waren onder meer Douwe Mik, Herman Höften, Hendrik Frielink, die concentratiekamp Neuengamme overleefde, en verzetsman Henk Bosch. Het was een verzetsdaad waar de Nederlandse regering vanuit Londen schriftelijk toestemming voor had gegeven. De buit was bedoeld om de spoorwegstaking van 1944 te financieren.
De actie eindigde in een tragedie. Voor het eind van het jaar was het geld terug in Duitse handen en waren negen mensen opgepakt en naar Neuengamme respectievelijk Reiherhorst, een houten-barakkenkamp binnen Concentratiekamp Wöbbelin bij Ludwigslust, gestuurd. Zes van hen moesten het met de dood bekopen. Het geld werd door de Duitsers teruggevonden in het hooi bij een boerderij in Daarlerveen.

## Na de oorlog
Het bankgebouw bestaat niet meer, maar in Almelo is een straat vernoemd naar een van de verzetshelden: Derk Smoeslaan. De roof is in twee musicals nagespeeld: 'Van Katoen & Nu' en 'Het verzet kraakt'.
Er is in 1974 over de bankroof een documentaire gemaakt, met de titel Civil Courage. In de film wordt verteld hoe de daders van de roof werden opgepakt en bekenden waar zij de buit hadden verstopt. RTV Oost maakte in 2017 een nieuwe documentaire.